# Shenae Grimes
Shenae Sonya Grimes (Toronto, 24 oktober 1989) is een Canadees actrice.
Grimes brak in 2004 door met de rol van Darcy Edwards in de bekende Canadese serie Degrassi: The Next Generation. Tussendoor had ze van 2005 tot en met 2007 een terugkerende rol in de Disney Channel serie Naturally, Sadie.
Verder heeft Grimes een bijrol in het opkomende Ashley Tisdale-vehikel Picture This! (2008) en zal ze te zien zijn in de televisiefilm True Confessions of a Hollywood Starlet (2008). In april 2008 werd aangekondigd dat Grimes de rol van Annie Wilson heeft gekregen in het tienerdrama 90210, dat uitgezonden wordt op het populaire netwerk The CW. Grimes kreeg na de uitzending van de eerste aflevering echter kritiek te dun te zijn. Om die reden ontstonden er geruchten dat Grimes eetproblemen zou hebben. Na andere negatieve roddels, waaronder het feit dat ze lastig zou zijn op de set en tot diep in de nacht feest, sprak ze zich in november 2008 voor het eerst uit over de kritiek en ontkende ze alle 'verzonnen verhalen'.
In december 2012 maakte Grimes bekend dat ze gaat trouwen met haar vriend, model en muzikant Josh Beech.

## Filmografie
- Biblioteca Nacional de España: XX4940829
- Bibliothèque nationale de France: cb16204482k (data)
- International Standard Name Identifier: 0000 0001 1712 9933
- Library of Congress Control Number: no2010090769
- Nederlandse Thesaurus van Auteursnamen: 381191141
- Virtual International Authority File: 163262986
- WorldCat: E39PBJwttfvhMgJj7YGHKVRh73